# Edward Joshua Cooper

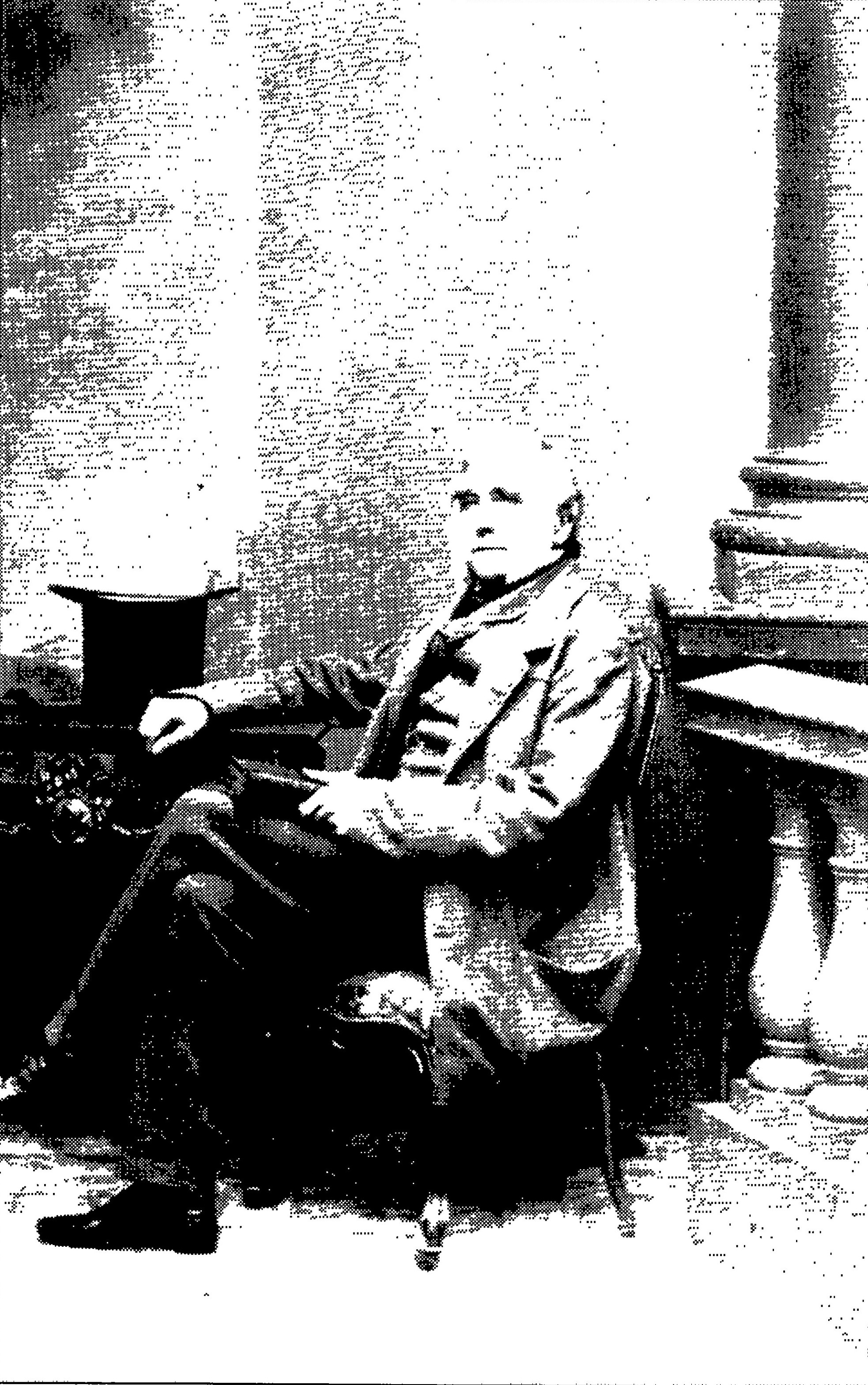
Edward Joshua Cooper

Edward Joshua Cooper (* 1. Mai 1798 in St. Stephen’s Green, Dublin; † 28. April 1863 in Markree Castle) war ein irischer Astronom.

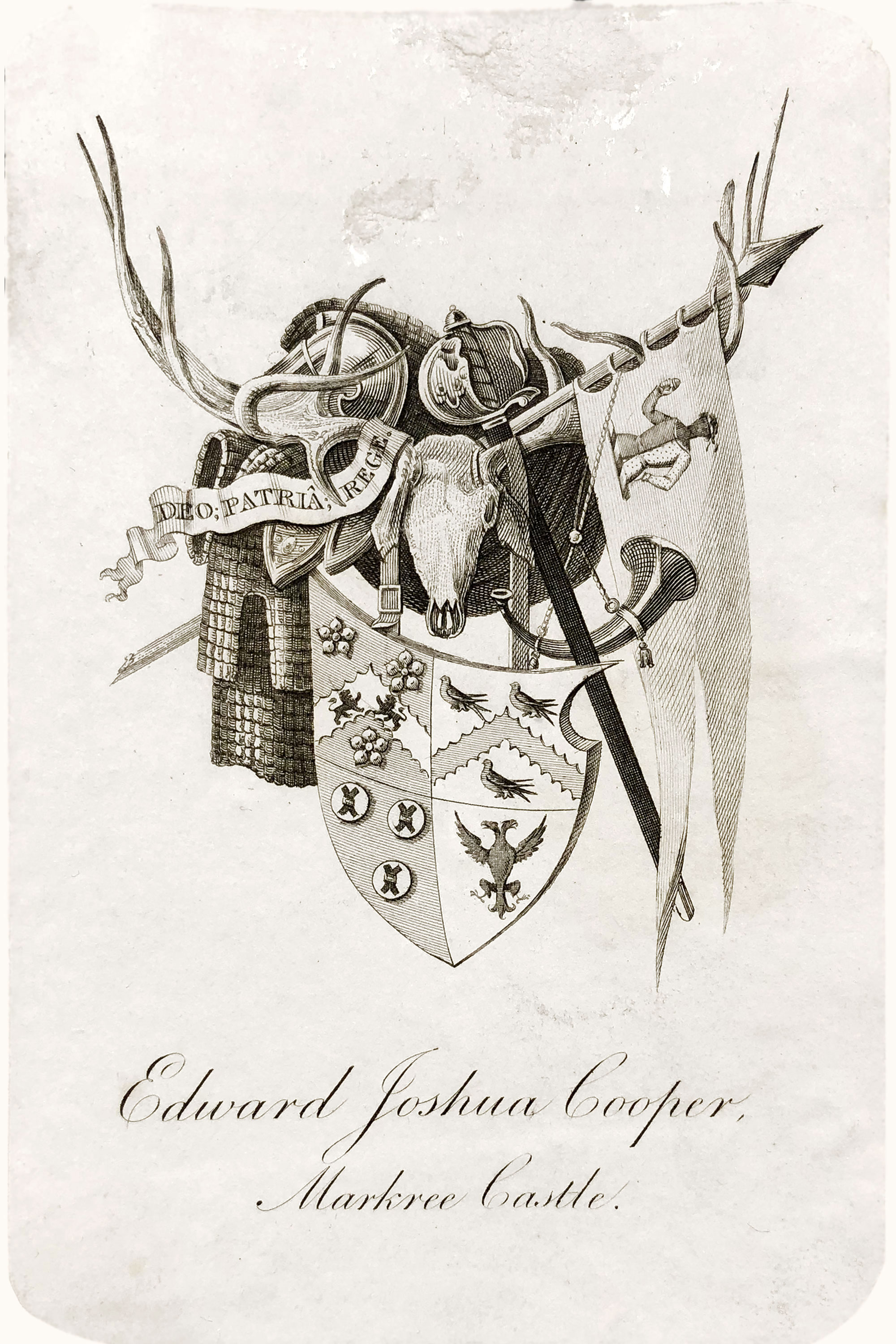
Ex Libris von Edward Joshua Cooper, Markree Castle

Cooper studierte in Eton und in Oxford. Nachdem er  Markree Castle geerbt hatte, ließ er sich dort ein Observatorium bauen. Robert-Aglaé Cauchoix fertigte dafür 1838 den Refraktor. Seine größte wissenschaftliche Arbeit war die Herausgabe eines Katalogs mit etwa 60000 Sternen (Catalogue of Stars Near the Ecliptic Observed at Markree). Er entdeckte 7 Objekte des NGC-Katalogs.